# اودا یوشی‌نوبو
اودا یوشی‌نوبو (به ژاپنی: 織田 良信) یا اودا سوکه‌نوبو یک سامورایی و دانجودای (مقام نظامی) در دوره سنگوکو در ولایت اُواری (امروزه استان آیچی) بود. پدر او اودا توشی‌سادا یا اودا توشی‌نوبو ذکر شده‌است.
وی عضو یکی از سه خاندانی بود به نام سه بوگیوی کیوسو شناخته می‌شوند و به شوگودای (معاون فرمانداری) این ولایت خدمت می‌کردند. وی به عنوان سر منشأ یکی از شعبه‌های خاندان اودا بنام دانجو نو جو (弾正忠家) شناخته می‌شود. در این زمان ولایت اُواری به دو قسمت بالا  و پایین تقسیم شده بود و این خاندان در قسمت پایین ولایت اُواری زندگی می‌کردند.

## شجره
خاندان دانجو نو جو:اودا یوشی‌نوبو - اودا نوبوسادا (پدربزرگ نوبوناگا) - اودا نوبوهیده - اودا نوبوناگا - اودا نوبوتادا - اودا هیده‌نوبو